# خانه علی اکبر نقیبی
خانه آقای علی اکبر نقیبی در شهرستان فومن، شهرک ماسوله واقع شده و این اثر در تاریخ ۲۵ اسفند ۱۳۸۰ با شمارهٔ ثبت ۵۳۱۶ به‌عنوان یکی از آثار ملی ایران به ثبت رسیده است.